# Li Er (Schriftsteller)

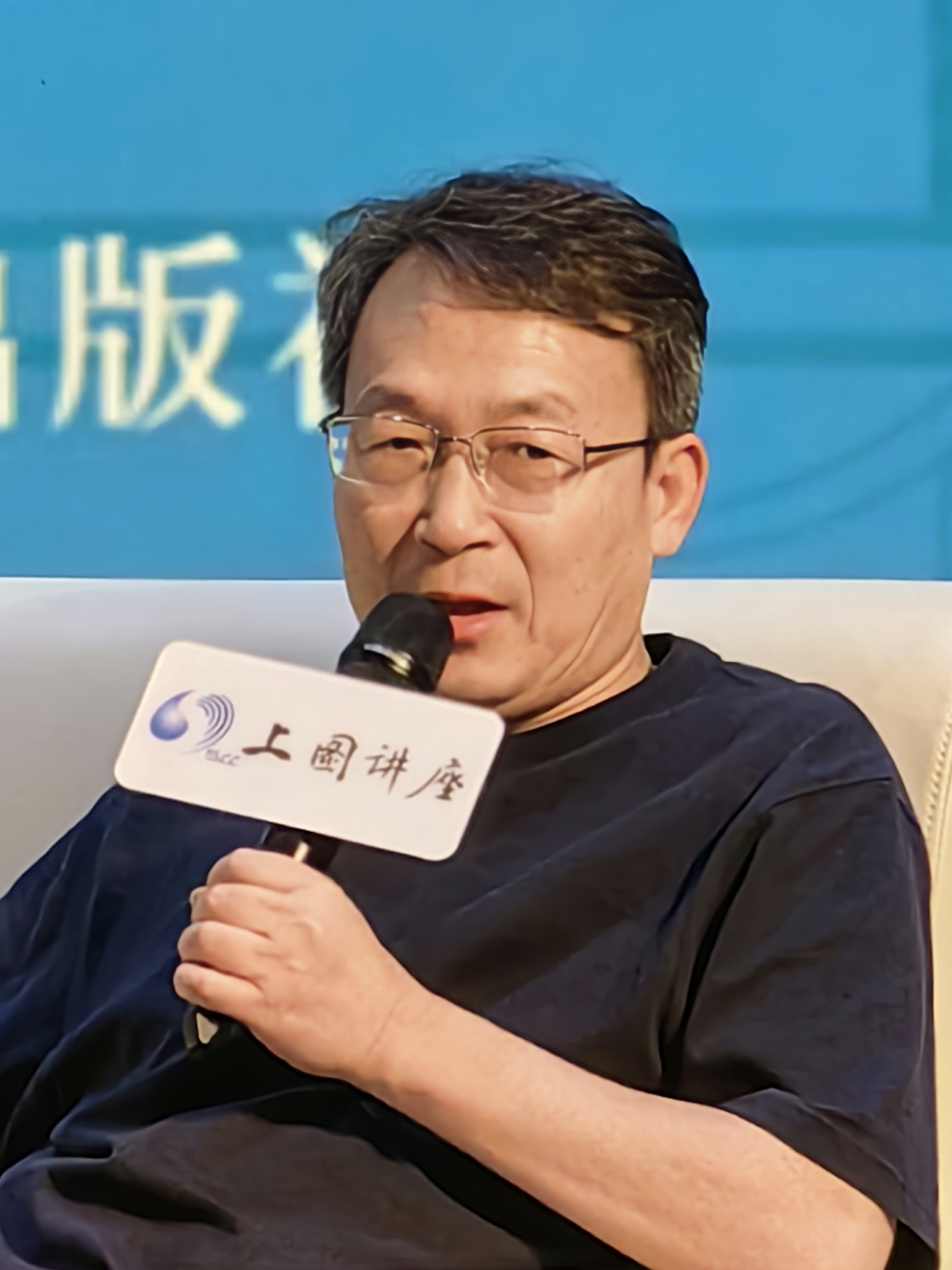
Li Er (Schriftsteller)

Lǐ Ěr 李洱, eigentlich Lǐ Róngfēi 李荣飞, (* 15. Oktober 1966) ist ein chinesischer Schriftsteller. Er gewann 2019 den Mao-Dun-Literaturpreis für seinen Roman „Bruder Yingwu“.

## Leben
Li Er wurde im Dorf Wulongtou (五龙头村) der Großgemeinde Wulongkou, kreisfreie Stadt Jiyuan, Provinz Henan, geboren und studierte 1983–1987 an der Pädagogischen Universität Ostchina chinesische Sprache und Literatur. Danach lehrte er an der Pädagogischen Hochschule Zhengzhou. Sein Roman Coloratura (deutsch Koloratur) wurde 2002 ins Englische und 2009 ins Deutsche übersetzt. Er porträtiert den chinesischen Kommunisten und Schriftsteller Qu Qiubai und problematisiert an seinem Beispiel die Suche eines Individuums nach historischer Wahrheit im zeitgenössischen China. 2005 wurde er für den Mao-Dun-Literaturpreis nominiert. Sein Roman A Cherry on a Pomegranate Tree (deutsch Der Granatapfelbaum, der Kirschen trägt) wurde ebenfalls ins Englische und 2007 ins Deutsche übersetzt. Am 16. August 2019 wurde Li Er für seinen Roman „Bruder Yingwu“ (应物兄) der Mao-Dun-Literaturpreis verliehen.

## Werke
- Huāqiāng 《花腔》. 
  - Englische Übersetzung von Jeremy Tiang: Coloratura. 2002.
  - Deutsche Übersetzung von Thekla Chabbi: Koloratur. 2009.
- Der Granatapfelbaum, der Kirschen trägt (Roman, deutsch 2007); englisch unter dem Titel A Cherry on a Pomegranate Tree
- Brother Yingwu (Roman, 2018)